# Marquesat de Nules

Escut del municipi de Nules (Castelló).

El marquesat de Nules és un títol nobiliari espanyol creat pel rei Felipe IV a favor de Joaquín Carroz de Centelles i Calataiud el 9 de juny de 1636, fill de Gilabert de Centelles i Mercader, II marquès de Quirra (De 1604 a Sardenya).
La seva denominació fa referència al municipi de Nules pertanyent a la província de Castelló i a la comarca de la Plana Baixa, al País Valencià

## Antecedents
El 8 d'octubre de 1316 el rei Jaume II va confirmar la venda que Ramon de Montcada, aleshores senyor de Nules, havia fet al seu gendre, Gilabert de Centelles, del castell i terme de Nules.
El seu fill Gilabert de Centelles i Montcada, senyor de Nules, va aconseguir a la cort de Pere el Cerimoniós una gran influència política que va augmentar el seu poder i la seva riquesa.
Els seus descendents van seguir sent senyors de Nules durant més de tres segles, sent Otger Catalá qui va adoptar novament el cognom familiar de "Centelles", fent-se dir Gilabert Carroz de Centelles, II marquès de Quirra.
El seu fill Joaquín Carroz de Centelles i Calatayud va ser nomenat primer marquès de Nules.

## Marquesos de Nules
| Titular                       | Període                                              |                       |
| Creació per Felipe IV         | Creació per Felipe IV                                | Creació per Felipe IV |
| ----------------------------- | ---------------------------------------------------- | --------------------- |
| I                             | Joaquín Carroz de Centelles i Calataiud              | 1636-1675             |
| II                            | Pascual Francisco de Borja Centelles i Ponce de León | 1675-1716             |
| III?                          | Luis Ignacio de Borja Aragó i Centelles              | 1716-1740             |
| III?                          | Giliberto de Centelles                               | 1716-1728             |
| IV                            | Giliberto de Centelles                               | ? -1754               |
| Giliberto Carroz de Centelles | ? -1766                                              |                       |
| VI?                           | Gilaberta Carroz de Centelles                        | 1766-1814             |
| VI?                           | Felipe Carlos Osorio i de Castellví                  | 1766-1816             |
| VII                           | Felipe María Osorio i de la Cova Velasco             | 1814/16-1859          |
| VIII                          | María del Pilar Loreto Osorio i Solís                | 1859-1921             |
| IX                            | Manuel Felipe Falcó i Osorio                         | 1922-1927             |
| X                             | María del Pilar Falcó i Álvarez de Toledo            | 1928- ?               |
| XI                            | Tristán de Morenés i Falcó                           | 1992-actual titular   |

## Història dels marquesos de Nules
- Joaquín Carroz de Centelles i Calatayud Mercader i Bou (f. En 1675), I marquès de Nules, III marquès de Quirra.

1. Casó amb Beatriz de Saavedra, filla de Gaspar Juan Arias de Saavedra V, conde de Castelar i Francisca d'Ulloa i Sarmiento III, conde de Villalonso. Va succeir un parent lleuger (en grau 10/17).

- Pascual Francisco de Borja Centelles i Ponce de León (1653-1716), II marquès de Nules, X duc de Gandía. Va succeir el seu fill:
- Luis Ignacio de Borja Aragó i Centelles (1673-1740), III marquès de Nules, XI duc de Gandía.
- Giliberto de Centelles (f. En 1728), III marquès de Nules , VI marquès de Quirra. Va succeir el seu fill:
- Giliberto de Centelles (f. en 1754), IV marquès de Nules, VII marquès de Quirra. Li va succeir el seu fill:

- Giliberto Carróz de Centelles (1717-1766), V marquès de Nules, VIII marquès de Quirra. Poseedor del palau de la seva família a València i de diversos alcaldes en aquest regne, nascut el 1717 i mort el 1766, fill de Gilberto Carroz de Centelles, olim Joaquín Catalá de Valeriola i Cardona, VII marquès de Nules i Quirra, i de María Ana de Castellví i Escrivá d'Híjar, la seva primera dona, que es va casar en 1722; net de Gilberto Carroz de Centelles, olim José Catalá de Valeriola i Sanchís, VI marquès de Nules i Quirra, i de Francisca de Cardona i Pertusa, la seva primera dona, que era germana del famós arquitecte José de Cardona i Pertusa, cavaller de Montesa ; net matern de Felipe Lino de Castellví i Jiménez d'Urrea, IV comte de Carlet, natural de Saragossa, i de Mariana Escrivá d'Híjar i Monsoriu, natural de València i transitòriament condesa de l'Alcúdia i de Gestalgar, senyora de la baronia d'Estivella; i besnet d'Otger Catalá de Valeriola i Mompalau, cavaller de Montesa, comendador, albacea i director general d'aquesta Ordre, i d'Hermenegilda Sanchís. Aquest Otger Catalá de Valeriola va ser el primer de la seva línia que també va ser anomenat Gilberto Carroz de Centelles, per haver succeït en els marquesats de Quirra (en 1670) i Nules (en 1695, després de guanyar-ho en cas de duc de Gandia), les vinculacions imposen aquest nom i cognoms als posseïdors de la casa.

1. Va casar amb María Rafaela de Góngora i Luján (1728-1794), VI comte de Canalejas, II duquessa d'Almodóvar del Río, Gran d'Espanya, XI posseïdora de l'avançament de la Florida. Tuvieron per única i successora a:

- Gilaberta Carroz de Centelles, olim Josefa Dominga Catalá de Valeriola Luján i Góngora (1764-1814), III duquessa d'Almadóvar del Río, VII comte de Canalejas, IX marquesa de Quirra.

1. Casó amb Benito Osorio Orozco i Lasso de la Vega, IX duc de Ciudad Real, VI marquès de Zarreal, VI marquès d'Olías, VII marquès de Mortara, IX marquès de San Damián, IX comte d'Aramayona, VIII comte de Lences i IX comte de Biandrina. Sense descendents d'aquest matrimoni.

- Felipe Carlos Osorio i de Castellví (1763 / 1758-1816), X marquès de Quirra [Sar1604], 6. Marqués de Nules. Va succeir el seu fill:
- Felipe María Osorio i de la Cova Velasco (1795-1859), VII Marqués de Nules, XI Marquès de Quirrà [Sar1604], 7. Marqués de Nules. Va succeir, en 1859, la seva filla:
- María del Pilar Loreto Osorio i Solís (1829-1921), VIII marquesa de Nules, VII duquessa de Montellano. Va succeir, en 1922, el seu fill:
- Manuel Felipe Falcó i Osorio (1856-1927 / 8), IX marquès de Nules, IVduc de Fernán Nuñez. Va succeir, en 1928, la seva filla:
- María del Pilar Falcó i Álvarez de Toledo (n. En 1906), X marquesa de Nules. Va succeir, en 1992, el seu fill:
- Tristán de Morenés i Falcó, XI marquès de Nules.